# Gestroiella
Gestroiella is een geslacht van wantsen uit de familie van de Naucoridae (Zwemwantsen). Het geslacht werd voor het eerst wetenschappelijk beschreven door Montandon in 1897.

## Soorten
Het genus bevat de volgende soorten:

- Gestroiella insignis Distant, 1910
- Gestroiella limnocorides Montandon, 1897
- Gestroiella siamensis D. Polhemus, J. Polhemus & Sites, 2008